# Great Blue Hill Observation Tower
Pour les articles homonymes, voir Blue Hill.
La Great Blue Hill Observation Tower ou Eliot Tower est une tour d'observation américaine située à Milton, au Massachusetts. Construite par le Civilian Conservation Corps dans les années 1930, elle est inscrite au Registre national des lieux historiques depuis le 25 septembre 1980.